# Martín José de Altolaguirre
Martín Joseph de Altolaguirre (Buenos Aires, 1736-Tapiales, 8 de diciembre de 1813) fue una figura patricia, tesorero del virreinato y estanciero criollo-argentino. Estudió con los jesuitas en el Colegio San Ignacio quienes despertaron en él, el entusiasmo por las ciencias exactas y por la naturaleza.

## Biografía
Fue hermano del fraile Francisco de Altolaguirre y del marino Jacinto de Altolaguirre, primer Gobernador criollo de Malvinas; y tío materno de Manuel de Sarratea. 
Fue padrino y tutor del marino Martín Jacobo Thompson, cuando el padre de este falleció y su madre ingresó en un convento de monjas, cuidando en su chacra al futuro esposo de Mariquita Sánchez de Thompson (también conocida como María Sánchez de Mendeville).  
Desempeñó varios cargos durante la dominación hispana, entre ellos fue tesorero y encargado de hacienda del Virreinato del Río de la Plata; sin embargo, se lo recuerda fundamentalmente por su interés en la agronomía y por su cercana colaboración con Manuel Belgrano en ese aspecto.
Pasó momentos difíciles cuando su sobrino político, Santiago de Liniers, fue ejecutado en Córdoba por ser uno de los líderes del movimiento realista contra de la Primera Junta patria, en defensa del depuesto Virrey Cisneros, durante la Revolución de Mayo de 1810.
El Padre Furlong, en su libro Matemáticos Argentinos, detalla con mucha precisión el importante gabinete de aparatos de física y un laboratorio de química que supo ostentar Altolaguirre, quien logró venderlo en 1802, al Colegio de Montserrat de Córdoba en 9.372 pesos. En el acto de entrega se sumaron importantes tomos de filosofía, física y lógica.
Altolaguirre, se jubiló en 1787 de su empleo oficial por enfermedad en la vista y por cansancio. Dedicándose a trabajar su chacra de los Tapiales. 
Altolaguirre falleció el 8 de diciembre de 1813 y en el testamento realizado ese año acusaba: “que tiempos han sido contrarios y los bienes han sufrido decadencia”. Susana Borgano sentencia que merece una evocación, fue un meritorio precursor del desarrollo agrícola-tecnológico en los albores de la Patria argentina.

## Dueño del árbol más viejo de Buenos Aires
El "Gomero de Recoleta" es una celebridad de la Ciudad de Buenos Aires, de una especie oriunda de la India. Para algunos investigadores, lo plantaron los Padres Recoletos -de ellos viene el nombre del barrio- y para otros, el fray Francisco de Altolaguirre se lo regaló en el siglo XVIII a su hermano Martín José de Altolaguirre, quien tenía una quinta en la zona y solía experimentar con cultivos. Hay otras hipótesis que apuntan a las casonas alejadas del centro, en aquel siglo, cuando este coqueto barrio era orillero, campo y campo, ni siquiera arrabal.
Quienes abonan la teoría de que lo plantó Altolaguirre se basan en que, hacia 1790, el hombre era dueño de una gran chacra que estaba sobre las barrancas del río. Como era agrónomo, allí existían olivos, árboles frutales y plantaciones de cáñamo y lino. Justamente, este último cultivo fue el que le permitió realizar los primeros ensayos textiles, en lo que sería una especie de estación agropecuaria experimental en la Ciudad. Cuentan que Altolaguirre era muy amigo del entonces joven abogado Manuel Belgrano, quien apoyó su proyecto desde su cargo de primer secretario del Consulado de Comercio de Buenos Aires. Es que una de las tareas de ese cargo contemplaba que el secretario promoviera la agricultura, la industria y el comercio. Lo concreto es que ese “gran árbol del caucho” (como lo llamaron algunos), aunque popularmente lo denominan gomero, formó parte de aquel paisaje bucólico y del actual, ahora que pasaron más de dos siglos.

## Tapiales
Los antecedentes dominiales de la chacra "Los Tapiales", surgen cuando el Gobernador Hernandarias entregó en 1615, merced real con frente al Riachuelo-Matanza. Después de sucesivos dueños, se sacó en subasta pública el 1775 y fue adjudicada en 3.229 pesos de plata acuñada a Altolaguirre. El comprador solicitó que antes de dársele en posesión “se mensurasen, deslindarse y amojonarse los terrenos”. Esto dio un largo pleito judicial que finalizó en 1781 cuando se escrituró la venta.
Susana Boragno describe las tierras en los siguientes términos: "Tenía tres mil seiscientos varas con frente al Río Matanza por tres leguas de fondo, llegaba hasta el Palomar actual. Se colocaron 140 mojones de piedra. Estaba delimitada por cercos vivos, una costosa inversión de tapias de tierra apisonada revestidas a ambos lados con tunas, una planta indígena, abundante en la zona, de ramas retorcidas, y espinosas. Una barrera infranqueable para hombres y animales que formaban un tapial y de ahí su nombre que se mantuvo en el tiempo: Chacra Los Tapiales".
Su dueño le puso la impronta progresista, donde desarrolló una gran plantación de árboles, cultivos de lino, cáñamo, olivares y 100 hectáreas de nogales, transformando ese áspero paraje virgen en una tierra próspera. Juan C. Garavaglia, un estudioso de la agricultura colonial rioplatense define a estas unidades productivas como “estancias de cercanías”, que abastecían al mercado local porteño. Tenían vocación productiva mixta, agrícola-ganadera, con producción triguera, lechera, cárnea (vacuna y ovina).
En 1789 había valuado la chacra en 55.287 pesos. En 1806/7 fueron tiempos difíciles, por las invasiones británicas y las grandes sequías. Pudo venderla recién en 1808 en 32.000 pesos a Francisco Hermógenes Ramos Mexía (quien acababa de regresar junto a su cónyuge, María Antonia de Segurola, del Alto Perú). En la escritura de venta intervino el escribano Mariano García de Echaburu (Registro N°3).
Durante el período gubernamental del Brigadier Juan Manuel de Rosas, las citadas estancias fueron confiscadas, y retornaron a la familia Ramos Mexía posteriormente a 1852. Durante la consolidación del “patriciado” oligárquico-ganadero, los Tapiales tuvieron décadas de esplendor, de la mano de Isaías de Elía, yerno de “Pancho” Ramos Mexía, quien se volcó a la cría de caballos pura sangre y vacunos Shorthorn.
La Chacra Los Tapiales fue declarada Monumento Histórico Nacional en el año 1942 por decreto 12411. En el año 1963 por Ley 17422 el predio pasa a tener condición de “tierra pública” y por ello se dispuso la expropiación para ser destinada a la Corporación del Mercado Central de Buenos Aires.

## Actualidad
Hoy la Chacra "Los Tapiales" (Monumento Histórico Nacional) se encuentra lejos de ser lo que era originalmente, por el contrario, solo se encuentra una pequeña fracción de lo que supo ser dentro del Mercado Central de Buenos Aires y se encuentra emplazada aledañamente a las Localidades de Tapiales y Villa Celina, en el Partido de La Matanza, Provincia de Buenos Aires. La cual lleva el nombre en honor a la chacra que se encontró allí.
En concreto, la Chacra es un museo histórico nacional inserto dentro del Mercado Central de Buenos Aires. Desde la creación del mismo tuvo diversos destinos: desde petit hotel, sede de una productora cinematográfica (allí se rodó buena parte del film “Camila”), restaurante y también museo con visitas guiadas. En la actualidad se encuentra cerrado al público general.
La principal avenida de la susodicha localidad es Martín José de Altolaguirre en honor a su poseedor y propietario.
Muchos recuerdan a Altolaguirre por sus extensos experimentos con semillas de lino y se le atribuye la introducción de este cultivo y del cáñamo en Buenos Aires y la colaboración en conjunto a Manuel Belgrano.